# 俳句

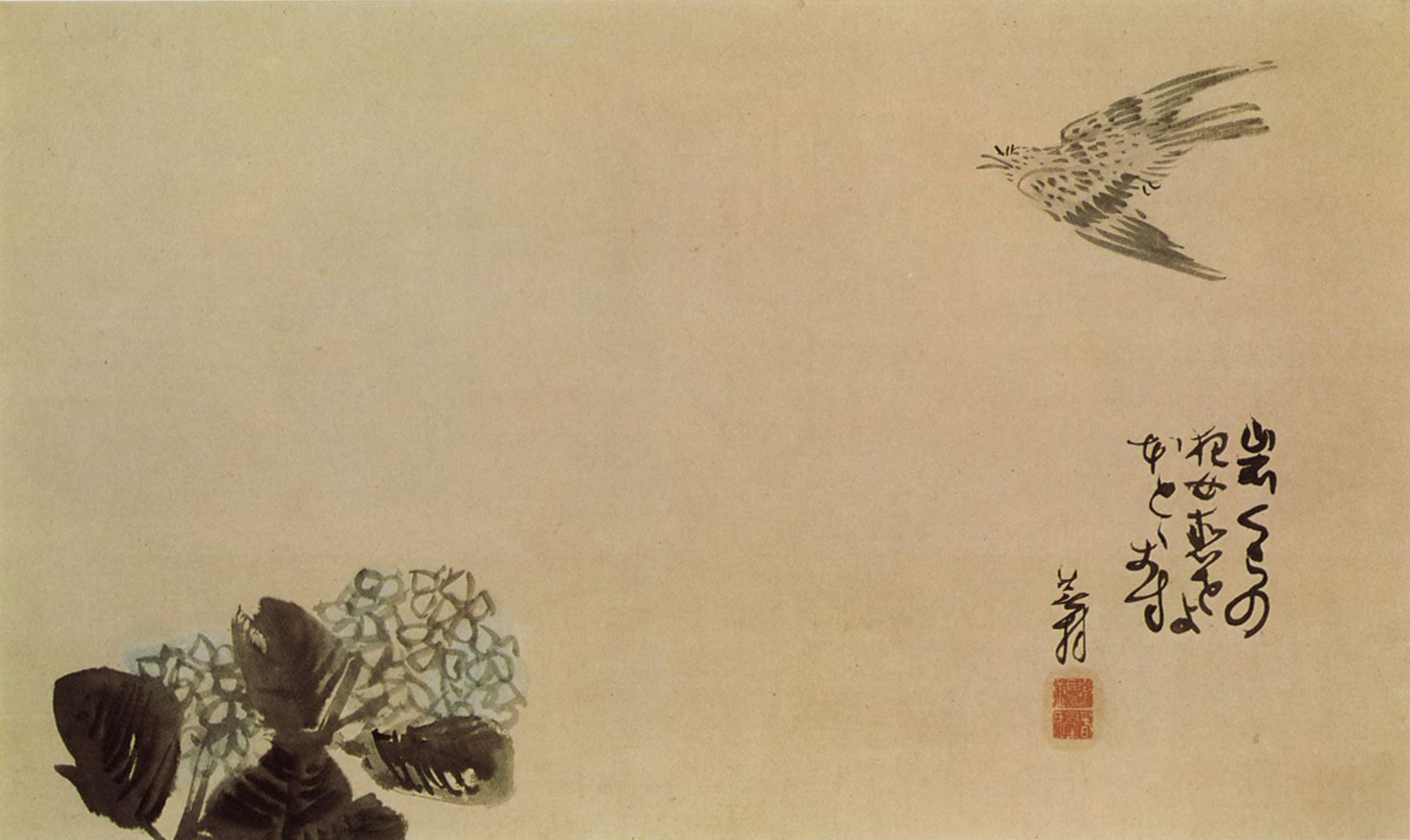
紫陽花にほととぎす図 自画賛 与謝蕪村筆（「岩くらの 狂女恋せよ ほとゝぎす」）

俳句（はいく）は、句に季節感を与える季語を含み（有季）、五・七・五の十七音の型で作る（定型）事を基本とする日本の定型詩。ただし、季語を持たないもの（無季）や定型に従わないもの（自由律）も俳句として許容する場合もあり、何を俳句とみなすのかという定義は俳人協会、現代俳句協会、日本伝統俳句協会など各団体で統一されていない。
歴史的には孤立した短詩として成立したわけではなく、俳諧の連歌の発句を基礎とし、それが独立して成立した。江戸時代には十七文字と呼称され、現代では十七音とも表記される。
また、各国の言語で制作されているが、使用言語による韻律の変化や、自然環境や季節を表す表現の差異などもあり、詩的ジャンルとして別のものと捉えるかどうかも含めて諸論ある。
俳句を詠む（作る）人を俳人と呼ぶ。

## 概要
俳句の基本的特徴は「定型」「季語」「切れ字」の三つとされているが、無季俳句や自由律俳句もあり、俳句の要素については議論がある。これについては日本国内では同じ詩型の川柳との差異として問われてきた。また、英語などの非日本語による3行詩も「俳句」と呼ばれ、日本のオリジナルを尊重しつつも非日本語であることを強調して「Haiku」と表記されることもある。ただ、先述のように使用言語による韻律の変化や、自然環境や季節を表す表現の差異などもあり、これらを含めるため俳句を「人と自然との関わりを対象とした短詩」と定義する立場もあるが極めてあいまいな印象とする見解もある。
俳諧と和歌を比較すると、俳諧では和歌のような述語的語句（動詞、形容詞など）による叙述や心情の表現の手法ではなく、むしろモノ（物）やケイ（景）といった景物を際立たせて物事の動きや形容への深入りは避けようとする性質があるとされる。これは季語の大半が名詞で、句の全体の立ち位置を決定するほどの意味をもつことにも表れており近世以来一貫した俳句の文化の特性になっている。
また、俳句結社の活動は句会での俳句の創作や相互批評を中心にしているが、これは連句（俳諧の連歌）における創作の形式が継承されたものである。日本でみられる和歌や俳句などの文学活動は共同体的過程であるとされ、読者であり作者である作者的受容（writerly reception）を可能にするジャンルとして広まっていった。

## 歴史

### 前史
平安時代から次第に形成された和歌言語は南北朝時代の連歌式目の制定で一層完成された。一方で室町時代になると応仁の乱などの社会的混乱から優雅な貴族文化が失われるとともに俳諧連歌が盛んになった。
正統の連歌から分岐して成立した俳諧連歌は遊戯性を高めたもので、連歌の雅語に加えて俗語を導入し、江戸時代に入ると松永貞徳によって大成され（貞門派）、さらに西山宗因などの談林派が現れた。その作者も貴族、武士、僧侶だけでなく、大都市の商人や職人、地方の農民にまで広がった。
17世紀に松尾芭蕉が出ると発句（最初の句）の独立性の強い芸術性の高い句風（蕉風）が確立され、後世の俳句に影響を与えた。

### 明治
明治時代に入り、正岡子規が幕末から明治初期のありふれた作風を「月並俳句（月並俳諧）」と呼んで批判し、1893年（明治26年）に『芭蕉雑談』「連俳非文学論」を発表、「発句は文学なり、連俳は文学に非ず」と述べ、俳諧から発句を独立させた。これ以降「俳句」の語が一般に用いられ、以降近現代の俳句につながるようになった。子規のもとに集まった人々は「日本派」と呼ばれ、俳壇の主流となった。これらの子規の活動は、俳句革新運動と呼ばれている。
しかし子規の死後、日本派は高浜虚子と河東碧梧桐の2派に分かれた。虚子は『ホトトギス』を主宰し、伝統的な季題や定型を守る立場をとった。一方の碧梧桐は写生主義をさらに徹底させ、自然観照における個性的な実感を重んじる立場をとった。虚子の俳風は、碧梧桐の勢力に圧倒され気味で、虚子自身も『ホトトギス』も一時は俳句を退き、写生文や小説に力を注いだ。
碧梧桐の門には、大須賀乙字・荻原井泉水・中塚一碧楼らがあった。乙字は写実を象徴に深めよと説き、「新傾向俳句」の呼び名を生んだ。碧梧桐は、無中心論を唱え、主観的な心理描写を重んじた。この傾向をさらに進めた井泉水は、季語無用論を唱え、さらに非定型の自由律俳句を主張した。放浪の俳人尾崎放哉や、種田山頭火、プロレタリア派の栗林一石路は、井泉水の門である。彼らは新傾向派と呼ばれ、機関誌『層雲』を創刊したが（1911年）、その後、慌ただしく離合集散を繰り返した。

### 大正
大正の初め、一方の虚子は再び俳壇に戻り、新傾向派と対立して季題・定型を提唱した。虚子は初め主情的傾向が強かったが、次第に客観写生の傾向となった。さらに「花鳥諷詠」を説くなどその句風が変遷したが、常に俳壇の主流を占めた。この派には、村上鬼城・飯田蛇笏・原石鼎・前田普羅らをはじめ、昭和に入っても、高野素十・松本たかし・山口青邨・富安風生・川端茅舎らのすぐれた俳人を輩出した。

### 昭和
ホトトギス派の保守的な作風に対して、同派の水原秋桜子は、主観的叙情を重んじる立場から、新たに『馬酔木』を創刊した（1928年）。同じく山口誓子も新時代感覚による主知的構成を唱えてこれに同調した。こういう新興俳句運動に呼応して、吉岡禅寺洞の無季俳句や、日野草城のモダニズム俳句などの俳句革新の動きが起こった。
昭和10年代に入ると、新興俳句の主張は素材論にすぎないとし、俳句は「我はいかに生きるか」という意識を深めるべきものとする「人間探求派」というべき主張が起こった。中村草田男・加藤楸邨・石田波郷らである。
また大正から昭和にかけて、女性俳人の進出が目立った。杉田久女・三橋鷹女・中村汀女・星野立子・橋本多佳子・石橋秀野らがいる。
敗戦後は桑原武夫の『第二芸術－現代俳句について』（1946年）によって、短詩型である俳句の限界が指摘された。それを契機に、伝統俳句と新興俳句とが積極的に交流し、新しい俳句についての省察が深まった。総合誌『俳句』が創刊（1952年）されたことも、流派を越えた活動のために役立った。
1947年（昭和22年）には吉岡禅寺洞らを中心に口語俳句運動が起こった。翌1948年には、山口誓子の『天狼』が、新鮮酷烈な俳句精神の発揮を目標として「根源俳句」説を提唱した。西東三鬼、平畑静塔、秋元不死男らがこれに参加した。また1953年（昭和28年）には、俳句の中に社会的人間を発表しようとする「社会性俳句」論が起こった。これらの論争は、その後長く続いた、しかし1958年更に悪化し1963年に、終わったとされる。　
安保闘争の前後は前衛俳句が盛んになった。金子兜太の「造型俳句論」「意識の造型」などが話題とされた。これに対して、「叙情の回復」を叫ぶ「リアリズム俳句」「季題論」も起こった。前衛俳句は、全共闘運動が鎮静した1970年代には急速に沈潜していった。

### 現代
俳句という最短詩型の孕む可能性が、様々な立場や切り口から探られている。伝統と前衛、個と社会、諷詠と造形、詩と生活など、俳壇の動向は一言で尽くし難い。流派・傾向にかかわりなく、21世紀初頭の俳壇で活躍していた俳人には、森澄雄・石原八束・三橋敏雄・藤田湘子・鷹羽狩行・上田五千石・和田悟郎・川崎展宏・夏石番矢・佐藤鬼房・飯田龍太・田島和生・石寒太・長谷川櫂らがある。
なお、女性の進出は目覚ましい。第二次世界大戦後すぐに、細見綾子・野沢節子・桂信子らが登場して以来、津田清子・稲畑汀子・中村苑子・鷲谷七菜子・岡本眸・熊谷愛子・黒田杏子らがいる。
また、現代の俳人は結社に所属している者が多い（結社に関しては俳句結社・結社誌の一覧を参照）。現在では、黒田杏子主宰の藍生、石寒太主宰の炎環、金子兜太主宰の海程、田島和生主宰の雉、中原道夫主宰の銀化、長谷川櫂主宰（2011年からは大谷至弘主宰）の古志、小澤實主宰の澤、小川軽舟主宰の鷹、有馬朗人主宰の天為などの活動がある。
1989年（平成元年）、伊藤園が「伊藤園お〜いお茶新俳句大賞」開始。1998年には松山市で全国高校俳句選手権大会（俳句甲子園）が始まった。俳句甲子園に初回から参画している夏井いつきは、『プレバト!!』（毎日放送）の中で2013年11月に開始した芸能人の「俳句の才能査定ランキング」で俳句を査定しており、俳句ブームをけん引している。2012年4月から『NHK俳句』の中に初心者向け俳句講座『俳句さく咲く！』（Eテレ）を開始、同月『俳句王国』の後継で始まった『俳句王国がゆく』（Eテレ）がすべて地方での公開収録となるなどの影響もあり、老齢化し減少が続いた俳句人口にも変化がみられる。

## 特徴

### 要素
俳句の基本的特徴は「定型」「季語」「切れ字」の三つとされているが、これらについても議論がある。

#### 韻律
俳句では五七五韻律を重要な要素とする。五の部分が6音以上に、または七の部分が8音以上になることを字余りという。

例えば
芭蕉野分して盥に雨を聞く夜かな
芭蕉
は8・7・5で、上5が8の字余りである。その他、字足らず、句またがりなど5・7・5定型に収まらない作品もある。
一方で一句一律とする自由律俳句があり、俳句は定型詩ではないとする立場もある。

#### 季語
季語は句に季節感を与える役割をもつ。しかし、季語に関しても、必ず入れるべきとする「有季」派、季語よりも季感を重視する「季感」派、無季でもよいとする無季容認派、さらに旧来の俳句的情趣を打破するため無季であるべきとする「無季」派まである。
松田ひろむは、「俳句に季語はあってもなくてもいいのでしょうか。そうではありません。はっきりいって季語はあったほうがいいのです。俳句にとって『季語』は大きな役割を果たします。季語は象徴となるイメージを与えてくれるのです。これを連想力といってもいいでしょう。また時間と空間を大きく広げる役割があるのです」（『入門詠んで楽しむ俳句16週間』新星出版社）という。
また橋本直は2006年3月の現代俳句協会青年部勉強会で「季語の現在─本意の変遷と生成、その未来」の基調報告を行ない、そこで「本来の季語、季題の役割は、通時的/共時的な詩的機能を引き出すためのものであって、あたかも軛のごとく自由を束縛するものではない」と問題を提起している。このように総じて有季定型派よりも無季、自由律に眼を向けた俳人のほうがより深く季語の役割について考えをすすめている。

#### 切れ
俳諧では、最初に詠まれる発句は後に続ける脇句や平句の動機となる必要がある。そのため発句には、脇句に依存しない完結性が求められた。そこで編み出されたテクニックが「切れ」である。上手く切れた発句は「切れがある」と評価され、重視された。
このような「切れ」は、現代の俳句でも重要なテクニックの一つである。
切れ字は、強制的に句を切るために使われる助詞のことである。現代の俳句でも使われている切れ字には「かな」「や」「けり」などがある。俳句以前の連歌・俳諧の時代には「もがな」「し」「ぞ」「か」「よ」「せ」「れ」「つ」「ぬ」「へ」「ず」「いかに」「じ」「け」「らん」など、先の3個と合わせ、計18種類の助詞、助動詞が使われていた。助詞の他には、名詞で切れることが多い。
しかし、切れ字がなくても「切れ」が成立することもある。例えば、芭蕉の弟子・去来は『去来抄』「故実」の中で、こんな芭蕉の言葉を紹介している。
「切字を入る句は句を切ため也。きれたる句は字を以て切るに不及。いまだ句の切レる不ﾚ切を不知作者の為に、先達而切字の數を定らる。此定の字を入ては十に七八はおのづから句切る也。残り二三は入 レて不切句又入れずして切る句有り」（切れ字を入れるのは句を切るためである。しかし切れている句というのは切れ字によって切る必要はない。いまだに句が切れている、いないが、わからない作者のために、あらかじめ切れ字の数を定めているのである。この定め字を入れれば十のうち七八の句は自然に切れる。しかし残りの二三は切れ字を入れても切れない句である。また入れなくても切れる句もある。）
「きれ字に用時は四十八字皆切レ字也。不用時は一字もきれじなしと也」（切れ字を用いるときはいろは四十八字みな切れ字となるし、用いないときは一字も切れ字にならない。）
つまり、芭蕉によれば、「切れ」は句の内容の問題で切れ字がある/なしの問題ではないということである。
現代俳句では切字の使用率が低下しており、「切れ」が不明瞭になっている。復本一郎は俳句の構造を「切字」「切れ」ではなく、「五七/五」「五/七五」という「首部」「飛躍切部」というブロックで考える「飛躍切部」論を唱えた。復本によれば、首部と飛躍切部が一縷のイメージで繋がっていれば、両者の距離が離れていればいるほど面白い俳句であると言う。

### 川柳との違い
川柳も俳句と同じく俳諧に起源を持つ五・七・五の定形詩だが俳諧連歌の冒頭の発句が独立した俳句と違い、川柳は付け句（平句）を前句から独立的に鑑賞するようになったもので発句の性格を継承しておらず、そこから俳句と対照的な特徴を有する。
- 「季語」がない。
- 「切れ」がない。（一句一姿）
- 自分の思いをストレートに言い切り、「余韻」を残さない。（穿ち）

### 本質論
松尾芭蕉
「発句は畢竟（ひつきやう）取合物（とりあはせもの）とおもひ侍るべし」（「俳諧問答」・自得発明弁）と、芭蕉によると俳諧の発句の極地は季の詞の使い方（季題）などではなく、題材の取り合わせにあるとする。
山本健吉
俳句評論家の山本健吉はエッセイ『挨拶と滑稽』のなかで、俳句の本質として3か条をあげている。これが有名な「俳句は滑稽なり。俳句は挨拶なり。俳句は即興なり」である。
松根東洋城
松根東洋城は俳句について大正天皇から問われた1914年、「渋柿のごときものにては候へど」の句を奉答したという。松根は、この句にちなんで主宰誌を「渋柿」と命名した。
他、著名な俳人
- 俳句とは「客観写生」、「花鳥諷詠」である。（高浜虚子）
- 「俳句は東洋の眞珠である」。「俳句は諸人旦暮の詩である」。（日野草城）
- 俳句とは「人間だよ」。（古沢太穂）

など。
「寄物陳思」
俳句は「寄物陳思」の詩とも言われる。『万葉集』にある「物に寄せて思いを陳（の）べる」の意である。
（出典：安東次男・飯田龍太編『俳句の本・俳諧と俳句』筑摩書房、村山古郷・山下一海編『俳句用語の基礎知識』角川選書、『証言・昭和の俳句』角川書店）
桑原武夫
フランス文学研究者・桑原武夫はエッセイの『第二芸術』にて（雑誌『世界』1946年）「俳句というものは同好者だけが特殊世界を作りその中で楽しむ芸事。大家と素人の区別もつかぬ第二芸術に過ぎない」と糾弾している。
俳人の金子兜太による「造形俳句論」
比較文学者・俳人のマブソン青眼による「オントロジー俳句論」
現代人類学の方法を用いて「アニミズム俳句」を再定義し、俳句を４つの世界観/時間意識/リズムパターン（「アナロジズム俳句」「ナチュラリズム俳句」「トーテミズム俳句」「アニミズム俳句」）に分けた。

## 創作

### 句会
俳句結社の活動の基礎は、俳句の創作、添削、相互批評などを行う「句会」にあるが、これも歴史的には連句（俳諧の連歌）の方法を継承して成立したものである。

### 技法
水原秋桜子が『俳句の作り方』で「注意六条　禁忌八条」を提唱した。
まず、「俳句を詠むとき、意を注ぐべき六条」は以下のようなものである。
1. 詩因を捉える
2. 分量をわきまえる
3. 省略を巧みにする
4. 配合を工夫する
5. わかる用語を使って
6. 丁寧に詠む

省略については、俳句では17文字という限られた音で表現をしなければならないため、不用な言葉の省略が重要視される。体言止めにより動詞や助詞を省略したり、助詞で止めて後に来る動詞を省略したりすることが多い。また、予測可能な言葉を省くことにより、余韻を残したり時間的な「間」を表現することにもなる。
次に、俳句を詠むときで避けるべき八条は以下のようなものである。
1. 無季の句を詠まない
2. 重季の句を詠まない
3. 空想の句を詠まない
4. や・かなを併用した句を詠まない
5. 字あまりの句を詠まない
6. 感動を露出した句を詠まない
7. 感動を誇張した句を詠まない
8. 模倣の句を詠まない

これらはもちろん、水原秋桜子の見解であり、特に無季の句に関しては様々な議論がされている。
その他の技法として、本歌取りを挙げる。これは有名な既存の俳句や短歌などから言葉を流用し、言外に本歌の内容を表現する技法である。例えば「見わたせば山もと霞む水無瀬川」から「山もと霞む」を流用し、言外に「水無瀬川」を示すなど。
また、句またがりという技法もある。これは、意味的な切れ目を五・七・五の音の切れ目とは異なる場所に持ってくることで、リズムに変化を与える。

## 著名な俳人
俳人の一覧も参照

### 江戸時代
（厳密には俳句ではなく俳諧を詠んだが、優れた地発句ゆえに俳句と同一視される）
- 松尾芭蕉（1644年 - 1694年）
- 向井去来（1651年 - 1704年）
- 服部嵐雪（1654年 - 1707年）
- 森川許六（1656年 - 1715年）
- 宝井其角（1661年 - 1707年）
- 蓑笠庵梨一（1714年‐1783年）
- 与謝蕪村（1716年 - 1783年）
- 小林一茶（1763年 - 1827年）

### 近現代
- 正岡子規（1867年 - 1902年）
- 河東碧梧桐（1873年 - 1937年）
- 高浜虚子（1874年 - 1959年）
- 臼田亞浪（1879年 - 1951年）
- 種田山頭火（1882年 - 1940年）
- 荻原井泉水（1884年 - 1976年）
- 尾崎放哉（1885年 - 1926年）
- 飯田蛇笏（1886年 - 1962年）
- 原石鼎（1886年 - 1951年）
- 中塚一碧楼（1887年 - 1946年）
- 水原秋桜子（1892年 - 1981年）
- 山口青邨（1892年 - 1988年）
- 高野素十（1893年 - 1976年）
- 栗林一石路（1894年 - 1961年）
- 川端茅舎（1897年 - 1941年）
- 阿波野青畝（1899年 - 1992年）
- 永田耕衣（1900年 - 1997年）
- 西東三鬼（1900年 - 1962年）
- 日野草城（1901年 - 1956年）
- 山口誓子（1901年 - 1994年）
- 中村草田男（1901年 - 1983年）
- 芝不器男（1903年 - 1930年）
- 星野立子（1903年 - 1984年）
- 橋本夢道（1903年 - 1974年）
- 大野林火（1904年 - 1982年）
- 加藤楸邨（1905年 - 1993年）
- 松本たかし（1906年 - 1956年）
- 篠原鳳作(1906年 - 1936年)
- 京極杞陽(1908年 - 1981年)
- 石川桂郎(1909年 - 1975年)
- 古沢太穂（1913年 - 2000年）
- 石田波郷（1913年 - 1963年）
- 野見山朱鳥（1917年 - 1970年）
- 森澄雄（1919年 - 2010年）
- 飯田龍太（1920年 - 2007年）
- 有働亨（1920年 - 2010年）
- 赤尾兜子（1925年 - 1981年）
- 藤村多加夫（1925年 - 2011年）
- 上田五千石（1933年 - 1997年）

## 言語と俳句

### 日本語の俳句の翻訳
俳句の翻訳においては日本語の諧調をいかなる方法で多言語に翻訳するか、それが可能かどうかが課題となっている。翻訳された俳句は散文のようにならないように原文を反映して三行に分けることが多い。また、季語には日本独特の行事や日常生活と関連しているものが多いため、直訳してもエキゾチックな印象しか与えない印象がある一方、日本文化に関心をもって俳句を読む読者もいるためバランスをとる必要があるとされる。

### 非日本語圏における俳句
俳句はこんにち非日本語圏においても広く受容され創作されている。英語圏の国々において盛んに詠まれているほか、スウェーデン、ドイツ、フランス、ベルギー、オランダ、クロアチア、スロベニア、セルビア、ブルガリア、ルーマニア、アルバニア、ロシア、中国、ペルー、メキシコ、アルゼンチン、ウルグアイ、コロンビア、ブラジル、インド、バングラデシュなどでも句作が行われている。台湾、ブラジルには日本語で俳句を詠む者も多い。
日本語を母語としない者による最初期の俳句としては、朝鮮通信使の訳官や通詞らによる江戸時代中期のものが知られており、またオランダ人のヘンドリック・ドゥーフが19世紀初頭に俳句を書き残している。これらはいずれも日本語による句作である。
20世紀初頭には、アメリカの野口米次郎やサダキチ・ハートマンが英語による俳句を発表し、イマジズム（写象主義）詩人たちのあいだで関心をもたれていたが、学習院大学等で教鞭をとったレジナルド・ブライスの紹介により本格的に知られるようになった。著名人ではタゴールやオクタビオ・パスなどが日本俳句の翻訳や母語による句作を試みている。ビート・ジェネレーションにも大きな影響を与えた。日本語を母語としない俳人にはマブソン青眼、ドゥーグル・J.リンズィー、アーサー・ビナードなどがいる。
アルゼンチンでは、明治後期に日系人移民が持ち込み、ホルヘ・ルイス・ボルヘス、フリオ・コルタサルといった現地の著名な作家も俳句に影響を受けた詩作を行った。同じ南米のブラジルにおいても増田恆河ら日系人移民及びその子孫により俳句（現地ではhaicaiと表記される）が普及した。 
英語俳句は3行17音節で構成されるのが典型的であるが、1・2・4行（またはそれ以上）のもの、16音節以下のものも珍しくない。英語俳句においても季語（season word）、切れ（cut）を入れるのが通則とされている。気候風土の違い（地域によっては四季が存在しない）もあって季語には日本語圏にはない文物・習慣も多く採用されたり、『週刊ST』によるルールのように「季節感を盛り込む」という程度で季語の規定がなかったりするケースもある。切れ字はないが、句読点や疑問符、感嘆符、ダッシュ等の使用により切れを明示することがある。
例：古池や蛙飛こむ水のおと

An old quiet pond...
A frog jumps into the pond,
Splash! Silence again. 

（ハリー・ベーン 訳。）
日本語文中で、欧語による俳句を「ハイク」「haiku」などと表記することもある。
中国語による俳句は漢俳と呼ばれる。漢俳は五字・七字・五字の3行17字で構成するのが一般的である。漢俳には格律体と自由体とがあり、格律体は文言（文語文）を用い平仄、押韻のきまりがある。自由体には平仄・押韻はなく白話文を用いてもよい。
例：古池や蛙飛こむ水のおと

閑寂古池旁，青蛙跳入水中央，撲通一聲響。
非日本語での俳句においては17音節では言葉数が多くなってしまうという意見もあり、俳句としての簡潔さを追求するためにより少ない音節での句作を試みる動きもある。

## 書籍
入門書
- 『上田五千石 生きることをうたう（NHK俳句入門）』（日本放送出版協会、1990年5月）ISBN 978-4140160589
- 『金子兜太の俳句の作り方が面白いほどわかる本』 みんなの俳句学校入門の入門  楽書ブックス 金子兜太 中経出版（2002年6月） ISBN 4-8061-1637-8
- 『新実作俳句入門』 藤田湘子 立風書房（2000年6月） ISBN 978-4651600727
- 『入門 詠んで楽しむ俳句16週間』 松田ひろむ 新星出版社（2002年7月） ISBN 4-405-05558-0
- 『一億人の俳句入門』 長谷川櫂 講談社（2005年10月） ISBN 4-06-212930-2
- 『無敵の俳句生活』俳筋力の会 ナナ・コーポレート・コミュニケーション（2002年6月）  ISBN 4-901491-06-7
- 『俳句で能力トレーニング 書いて覚えて作句しよう』明治書院（2006年9月） ISBN 4-625-68365-3

関連書
- 『俳句理解の心理学』 皆川直凡 北大路書房（2005年9月） ISBN 4-7628-2463-1
- 『俳句-その芸術性』金山有紘 玄文社 （2012年8月15日）ISBN 978-4-906645-20-6
- 『芭蕉 最後の一句』 生命の流れに還る　魚住 孝至(著) 2011/09　筑摩書房